# Pholcus alticeps
Pholcus alticeps is een spinnensoort uit de familie trilspinnen (Pholcidae). De soort komt voor in Rusland, Centraal-Azië en Iran.